# Aaron Isaac-priset
Aaron Isaac-priset är ett pris som årligen delas ut av Judiska församlingen i Stockholm. Det är uppkallat efter Aaron Isaac, församlingens grundare samt den första juden som fick bo i Sverige utan att behöva konvertera.
Priset är en medalj i brons utformad av Annie Winblad Jakubowski, men har tidigare utdelats som ett diplom. 

## Mottagare av Aaron Isaac-priset (ej fullständig)
- 1992 – Per Ahlmark[4]
- 2007 – Göran Persson[3]
- 2017 – Niklas Orrenius[1]
- 2018 – Hédi Fried[2][5]
- 2019 – Michael Edelmann[6]
- 2020 – Lizzie Oved Scheja[7]
- 2021 – Stefan Löfven[2][8]